# Edoardo Scotti
Edoardo Scotti (* 9. Mai 2000 in Lodi) ist ein italienischer Sprinter, der sich auf den 400-Meter-Lauf spezialisiert hat. 2024 wurde er Vizeeuropameister in der Mixed-Staffel über 4-mal 400 Meter.

## Sportliche Laufbahn
Erste internationale Erfahrungen sammelte Edoardo Scotti im Jahr 2016, als er bei den erstmals ausgetragenen Jugendeuropameisterschaften in Tiflis mit 49,33 s in der ersten Runde ausschied und kam in der italienischen Sprintstaffel (1000 Meter) im Vorlauf zum Einsatz und erreichte dort auch das Finale, womit er zum Gewinn der Goldmedaille beitrug. Im Jahr darauf nahm er mit der 4-mal-400-Meter-Staffel an den U20-Europameisterschaften in Grosseto teil und siegte dort in 3:08,68 min. Im Jahr darauf belegte er bei den U20-Weltmeisterschaften in Tampere in 46,20 s den vierten Platz im Einzelbewerb und siegte mit der Staffel mit neuem U20-Europarekord von 3:04,05 min. Bereits kurz zuvor siegte er mit der Staffel auch bei den U23-Mittelmeermeisterschaften in Jesolo in 3:05,07 min. Daher erhielt er einen Startplatz in der Staffel für die Europameisterschaften in Berlin, bei denen er in 3:02,34 min den sechsten Platz belegte. Bei den IAAF World Relays 2019 in Yokohama siegte er in 3:02,87 min im B-Finale und anschließend gewann er bei den U20-Europameisterschaften in Borås in 45,85 s die Goldmedaille über 400 Meter und wurde mit der Staffel in 3:08,76 min Vierter. Bei den Weltmeisterschaften in Doha Ende September belegte er mit der Männerstaffel in 3:02,78 min den sechsten Platz im Finale. Er ging auch in der gemischten 4-mal-400-Meter-Staffel an den Start, erreichte dort mit 3:16,52 min aber nicht das Finale. 2020 siegte er mit neuer Bestleistung von 45,21 s bei der Golden Gala Pietro Mennea in Rom und im Jahr darauf belegte er bei den Halleneuropameisterschaften in Toruń in 3:07,37 min den fünften Platz. Anfang Mai siegte er dann bei den World Athletics Relays in Chorzów in 3:16,90 min in der Mixed-Staffel. Anfang Juli gewann er bei den U23-Europameisterschaften in Tallinn in 45,68 s die Bronzemedaille über 400 m hinter dem Schweizer Ricky Petrucciani und Jonathan Sacoor aus Belgien. Zudem gewann er mit der Staffel in 3:06,07 min die Silbermedaille hinter Frankreich. Anschließend schied er bei den Olympischen Spielen in Tokio mit 45,71 s in der Vorrunde über 400 m aus und belegte mit der Staffel in 2:58,81 min den siebten Platz und stellte damit einen neuen italienischen Landesrekord auf. Zudem verpasste er in der Mixed-Staffel mit 3:13,51 min den Finaleinzug.
2022 schied er bei den Weltmeisterschaften in Eugene mit 46,46 s in der ersten Runde über 400 Meter aus und verpasste mit der 4-mal-400-Meter-Staffel mit 3:03,43 min den Finaleinzug. Anschließend schied er bei den Europameisterschaften in München mit 46,49 s im Halbfinale im Einzelbewerb und gelangte mit der Staffel mit 3:04,04 min auf Rang acht. Im Jahr darauf wurde er bei der 1. Liga der Team-Europameisterschaft im Rahmen der Europaspiele in Chorzów in 3:13,56 min Dritter im A-Lauf in der Mixed-Staffel. Im August belegte er dann bei den Weltmeisterschaften in Budapest mit 3:01,23 min im Finale den siebten Platz mit der Männerstaffel. Bei den World Athletics Relays 2024 in Nassau belegte er in 3:01,60 min den fünften Platz in der Finalrunde über 4-mal 400-Meter und anschließend gewann er bei den Europameisterschaften in Rom mit der Mixed-Staffel in 3:10,69 min gemeinsam mit Luca Sito, Anna Polinari und Alice Mangione die Silbermedaille hinter dem irischen Team und stellte damit einen neuen Landesrekord auf. Zudem schied er dort im Einzelbewerb mit 45,92 s im Halbfinale aus. Zudem gewann er auch mit der Männerstaffel in 3:00,81 min gemeinsam mit Luca Sito, Vladimir Aceti und Riccardo Meli die Silbermedaille hinter dem belgischen Team. Im August gelangte er bei den Olympischen Sommerspielen in Paris mit 3:11,84 min auf den sechsten Platz in der Mixed-Staffel und erreichte mit der Männerstaffel mit 2:59,72 min im Finale Rang sieben.
Bei den World Athletics Relays 2025 in Guangzhou kam er in der Mixed-Staffel als auch in der Männerstaffel über 4-mal 400 Meter zum Einsatz. Ende Juni entschied er bei der 1. Liga der Team-Europameisterschaft in Madrid in 44,93 s den B-Lauf über 400 Meter für sich und wurde in der Mixed-Staffel in 3:09,66 min Zweiter hinter dem polnischen Team. Anschließend gewann er bei den World University Games in Bochum in 45,61 s die Bronzemedaille über 400 Meter hinter dem Südafrikaner Lythe Pillay und Patrik Simon Enyingi aus Ungarn. Kurz zuvor egalisierte er in Madrid mit 44,75 s den italienischen Landesrekord von Luca Sito.
In den Jahren von 2020, 2022 und 2024 wurde Scotti italienischer Meister im 400-Meter-Lauf im Freien sowie 2024 in der Halle.

## Persönliche Bestleistungen
- 200 Meter: 20,95 s (+0,6 m/s), 20. September 2020 in Grosseto
- 300 Meter: 32,87 s, 16. April 2021 in Rom
- 400 Meter: 44,75 s, 19. Juli 2025 in Madrid (italienischer Rekord)
  - 400 Meter (Halle): 46,41 s, 3. Februar 2022 in Ostrava